# Heliodorowo
Heliodorowo – wieś w Polsce położona w województwie wielkopolskim, w powiecie chodzieskim, w gminie Szamocin.
W latach 1975–1998 miejscowość administracyjnie należała do województwa pilskiego.
Liczba ludności w 2011 roku wynosiła 300 osób. 